# Невис
Невис (енгл. Nevis) је острво у архипелагу Малих Антила у Карибима. Заједно са острвом Сент Китс чини федералну државу Сент Китс и Невис.

## Географија
Суседно острво Сент Китс је удаљено 3 километра ка северозападу. За време последњег леденог доба ниво мора је био нижи око 60 метара и тада су Сент Китс, Невис, Свети Еустахије и Саба сачињавали јединствено острво. На истоку је острвска држава Антигва и Барбуда.
Површина острва је 93 км².
Највиша тачка је стратовулкан висине 985 метара (Невис Пик). 
Главни град острва је град Чарлстаун (Charlestown). 

## Становништво
На Невису живи око 11.500 људи (28% становништва земље). 

## Историја
Први становници острва Невис били су Аравак и Кариб индијанци. Они су острво звали Уали или Земља лепе воде. Кристифор Колумбо је открио ово острво током свог другог путовања 11. новембра 1493. Назвао га је Санта Марија. Шпанско име острва Nuestra Senõra de las Nieves појавило се после Колумба и инспирисано је облацима који су покривали Невис Пик, а који су асоцирали на снег. 
Први европски досељеници су стигли 1628. са Сент Китса, а за њима је стигло још стотињак досељеника из Лондона. Као центар за производњу шећера Невис је био економски значајан за Уједињено Краљевство. Извоз са Малих Антила био је значајнији од извоза 13 америчких колонија у доба Америчког рата за независност. То је довело до ратова између Шпаније, Велике Британије и Француске. 
Током 17. и 18. века Енглези и Французи су се смењивали као владари Невиса. Острво је коначно припало Великој Британији по одредбама Париског уговора 1783. 
Сент Китс, Невис и Ангвила су 1882. уједињени у јединствену колонију, која је 1967. стекла потпуну унутрашњу аутономију. Ангвила се одвојила 1971, док су Сент Китс и Невис стекли независност 1983.
Референдум о одвајању Невиса од Сент Китса одржан је 10. августа 1998. Он није успео јер није постигнута двотрећинска већина (2427 гласова за и 1498 гласова против). 